# Mooroopna
Mooroopna est une ville située à 180 km de Melbourne dans l'état du Victoria en Australie.
En 2011 sa population était de 7 813 habitants.